# صديق ويغنر
صديق ويغنر هو تجربة فكرية في فيزياء الكم النظرية، ابتكره الفيزيائي يوجين ويغنر لأول مرة في عام 1961، ثم طور الفكرة ديفيد دويتش في عام 1985. يتضمن السيناريو ملاحظة غير مباشرة للقياس الكمي: يلاحظ المراقب {\displaystyle W} مراقبًا آخر {\displaystyle F} الذي ينفذ قياسًا كميًا على نظام مادي. ثم يصوغ الراصدان بيانًا حول حالة النظام الفيزيائي بعد القياس وفقًا لقوانين نظرية الكم. ومع ذلك، في معظم تفسيرات ميكانيكا الكم، فإن البيانات الناتجة للمراقبين تتعارض مع بعضها البعض. يعكس هذا عدم توافق ظاهري بين قانونين في نظرية الكم: التطور الزمني الحتمي والمستمر لحالة النظام المغلق والانهيار غير الحتمي والمتقطع لحالة النظام عند القياس. لذلك يرتبط صديق ويغنر ارتباطًا مباشرًا بمسألة القياس في ميكانيكا الكم بمفارقة قطة شرودنغر الشهيرة.
تم اقتراح تعميمات وتمديدات صديق ويغنر. تم تنفيذ سيناريوهين من هذا القبيل يتضمن عدة أصدقاء في المختبر، باستخدام الفوتونات للوقوف على الأصدقاء.